# Esquizocelia
La esquizocelia es el proceso embrionario por el cual las células situadas en el punto de unión del endodermo y el ectodermo proliferan y emigran hacia el blastocele y forman el mesodermo, a partir del cual se forma el celoma.
En el estado de gástrula unas células endodérmicas se dividen y forman un conjunto de células que nunca han estado en contacto con el arquénteron, llamadas teloblastos. En una fase siguiente y como resultado de la proliferación de los teloblastos, se forman cordones teloblásticos que originarán una esplacnopleura, una somatopleura, el mesenterio y el celoma. Esta modalidad la presentan moluscos, anélidos y artrópodos, y en general, todos los animales protóstomos celomados.